# Vasile Stoica
Vasile Stoica (cunoscut sub numele de Basil Stoica, n. 1 ianuarie 1889, Avrig, România – d. 27 iulie 1959, Jilava, Ilfov, România) a fost un diplomat, publicist, analist politic și asistent apropiat al lui Tomáš Masaryk și Ionel I.C. Brătianu. Vasile Stoica a făcut parte din corpul diplomatic al Ministerului Regal al Afacerilor Străine din București la rangul miniștrilor plenipotențiari clasa I în funcție, alături de Victor Cădere, Vasile Grigorcea, Raoul Bossy, Ion Christu, Gh. Davidescu sau Frederic C. Nanu, care au activat sub conducerea lui Take Ionescu, I. G. Duca, Nicolae Titulescu, Grigore Gafencu sau Mihai Antonescu.

## Studiile
Vasile Stoica a terminat școala elementară din Avrig, după care a urmat cursurile școlii ortodoxe de la Brașov și pe cele ale Liceului Maghiar de Stat din Sibiu. Apoi a studiat la Facultatea de Litere a Universității din Budapesta (1909-1913), cu specializări la Paris (două semestre) și București. Interesul pentru politică se manifestă de timpuriu, Vasile Stoica devenind membru al Partidului Național Român din Transilvania și Ungaria încă din 1909. În octombrie 1913 a devenit președinte al organizației culturale „Petru Maior” a studenților români din Budapesta.

## Cariera
În perioada 1913-1914 Vasile Stoica a fost profesor la "Școala de fete" a Astrei din Sibiu, având apoi funcția de redactor la cotidianul Românul din Arad, în perioada august - septembrie 1914. O dată cu începerea Primului Război Mondial, având gradul de sublocotenent, a fost mobilizat în armata austro-ungară, de unde, datorită orientărilor sale pro-antantiste, pleacă în scurt timp în România. Cunoscător de 14 limbi străine, Vasile Stoica a luptat pentru fondarea, recunoașterea internațională și consacrarea României Mari.
Vasile Stoica a fost cel care a redactat „Proclamațiile către Țară și Armată” lansate de regele Ferdinand I cu prilejul intrării României, în august 1916, în Primul Război Mondial. S-a remarcat prin participarea sa ca voluntar în acest război, fiind rănit de două ori și operat în mai multe rânduri la Iași, obținând astfel decorația „Virtutea Militară”.
Prin decizia din 5-18 aprilie 1917 a Guvernului Ionel I. C. Brătianu, Vasile Stoica este trimis împreună cu președintele Ligii Culturale, Vasile Lucaciu, și cu preotul Ioan Moța în SUA, pentru prezentarea în fața opiniei publice americane a motivelor pentru care România a intrat în războiul mondial precum și pentru înrolarea voluntarilor transilvăneni din Lumea Nouă într-o legiune sub drapel american (peste 15000 de oameni), pentru frontul din Franța. Vasile Stoica a fost colaborator al cotidienelor americane The New York Times, The Washington Post, The New York Herald Tribune, The New Republic, The Literary Digest și a cooperat cu membrii emigrației române din SUA pentru cauza națională, cum au fost Epaminonda Lucaciu, Nicoale Lupu și Ludovic Mrazec. În iulie 1917, este primit de șeful Departamentului de Stat al SUA, Robert Lansing și de titularul Apărării, N. Baker, pentru ca la sfârșitul anului 1917, cu prilejul ținerii unor conferințe, să-l întâlnească pe Theodore Roosevelt. Astfel, activitatea diplomatică a lui Vasile Stoica a crescut în importanță și în intensitate începând din anul 1918, aceasta datorându-se susținerii pe care a avut-o din partea lui Constantin Angelescu prin Legația României din Washington nou înființate, unde a avut ocazia să stabilească strânse raporturi cu viitori liderii ai Cehoslovaciei, Poloniei sau Serbiei: Thomas G. Masaryk, Ignacy Jan Paderewski, H. Hinkovici. Împreună cu cei trei a participat la întâlnirea de nivel înalt de la Casa Albă, la data de 20 septembrie 1918, cu Woodrow Wilson, autorul celor paisprezece puncte ale proiectului pentru restabilirea păcii în Europa după încheierea Primului Război Mondial.
Vasile Stoica a participat, în perioada 22 iunie/5 iulie 1918, în calitate de cofondator, la înființarea Ligii Naționale a Românilor din America, fiind ales președinte. Liga a fuzionat, în data de 13 septembrie 1918, cu Comitetul Național Român din Transilvania și Bucovina fondat, în 17-30 aprilie 1918, la Paris, sub președinția lui Traian Vuia. În februarie 1919 a participat, ca ofițer de legătură între delegațiile engleză și americană, la Conferința de Pace de la Paris, la propunerea lui Ion I.C. Brătianu.
Începând din 16 iulie 1921 intră în Ministerul Afacerilor Străine din București, unde devine, în perioada 1930 - 1936, ministru plenipotențiar la Tirana și Sofia. În perioada 1937 - 1939 a fost ambasador în Țările Baltice. În perioada 1939 - 1945 a fost secretar general al Ministerului Afacerilor Externe, iar în 1946, dr. Petru Groza îl trimite la Conferința de Pace de la Paris pentru a susține cauza României ca țară cobeligerantă.
O dată cu instaurarea comunismului în România, Vasile Stoica refuză să se înscrie în Partidul Muncitoresc Român, fapt ce a cauzat începerea unei perioade de șapte ani de detenție, 1948 - 1954. În 1957 este arestat din nou și condamnat la 10 ani de închisoare. Moare doi ani mai târziu la închisoarea Jilava.

## Autocaracterizare
„Am trăit modest, dar demn, sunt om de caracter și de linie dreaptă. Mi-am făcut cariera de la coarnele plugului țărănesc până la cel mai înalt grad diplomatic prin muncă, talent și hărnicie; îmi ador țara și poporul meu românesc căruia i-am servit cu devotament neclintit toată viața mea. Am fost un pasionat al carierei mele convins că numai cu pasiune poți realiza o operă atât de importantă.”—Cicerone Ionițoiu, Cartea de aur a rezistenței românești împotriva comunismului, I, București, Tip. "Hrisovul", 1995, p. 154.